# Robert Urquhart (acteur)
Pour les articles homonymes, voir Urquhart.
Cet article concerne l'acteur écossais. Pour le militaire britannique (1901-1988), voir Robert Urquhart.
Robert Urquhart, né à Ullapool (Écosse) le 16 octobre 1921 et mort à Édimbourg (Écosse) le 21 mars 1995, est un acteur britannique.

## Biographie
Robert Urquhart débute au théâtre en 1945 et joue notamment à Glasgow, dont plusieurs fois au sein de la Citizens Theatre Company. Il se produit également à Londres et à Broadway (New York) — une seule fois, en 1966, dans une comédie musicale —, et interprète en particulier William Shakespeare (voir la rubrique "Théâtre" qui suit).
Au cinéma, il collabore à trente-trois films (britanniques surtout, plus quelques films américains ou coproductions), entre 1952 et 1987 (voir la filmographie partielle ci-dessous).
À la télévision, Robert Urquhart participe à dix téléfilms et à soixante-huit séries, de 1950 à 1994.

## Théâtre (sélection)
Pièces, sauf mention contraire

### À Glasgow
- 1945 : The Queen's Husband de Robert Emmet Sherwood
- 1948-1949 : Adventure Story de Terence Rattigan
- 1949 : Macbeth de William Shakespeare ; Morning Departure de Kenneth Woollard ; The Devil is an Irishman de J.L. Galloway ; Un ennemi du peuple (En folkefiende / An Enemy of the People) d'Henrik Ibsen ; Laburnum Grove de John Boynton Priestley, avec Andrew Keir ; Love in Albania d'Eric Linklater
- 1950 : La Seconde Mme Tanqueray (The Second Mrs. Tanqueray) d'Arthur Wing Pinero, décors de Cecil Beaton
- 1954 : Meeting at Night de James Bridie et Archibald Batty, avec Ronald Fraser

### À Londres
- 1949 : L'École des femmes (Let Wives tak tent) de Molière, adaptation en écossais de Robert Kemp (production présentée par la Citizens Theatre Company)
- 1950-1951 : La Seconde Mme Tanqueray (The Second Mrs. Tanqueray) d'Arthur Wing Pinero, décors de Cecil Beaton, avec Leslie Banks, Norman Wooland
- 1952-1953 : Le Marchand de Venise (The Merchant of Venice) de William Shakespeare, avec Claire Bloom, Patrick Wymark
- 1958 : Speaking of Murder d'Audrey et William Roos
- 1964 : Douze hommes en colère (12 Angry Men) de Reginald Rose, avec Leo Genn
- 1982 : Le Prince de Hombourg (Prinz Friedrich von Homburg / The Prince of Homburg) d'Heinrich von Kleist, adaptation de John James, avec Lindsay Duncan
- 1988 : The Shaughraun de Dion Boucicault, avec Stephen Rea

### Autres lieux
- 1947 : Ane Satyre of the Thrie Estaties (A Satire of the Three Estates) de David Lindsay (à Édimbourg)
- 1948 : La Mégère apprivoisée (The Taming of the Shrew), avec Claire Bloom, Esmond Knight, Anthony Quayle, Diana Wynyard ; Le Roi Jean (King John), avec Claire Bloom, Esmond Knight, Anthony Quayle, Paul Scofield, Diana Wynyard ; Le Conte d'hiver (The Winter's Tale), avec Claire Bloom, Paul Scofield, Diana Wynyard (pièces de William Shakespeare, à Stratford-upon-Avon)
- 1949 : La Ménagerie de verre (The Glass Menagerie) de Tennessee Williams (à Ayr)
- 1966 : Half a Sixpence, comédie musicale, musique et lyrics de David Henecker, livret de Beverly Cross, d'après le roman Kipps d'H. G. Wells (en remplacement, à Broadway)
- 1984 : Solness le constructeur (Bygmester Solness / The Master Builder) d'Henrik Ibsen ; Ane Satyre of the Thrie Estaties (A Satire of the Three Estates) de David Lindsay (à Édimbourg)

## Filmographie partielle

### Au cinéma
Films britanniques, sauf mention contraire
- 1952 : Tread Softly de David MacDonald
- 1953 : Les Chevaliers de la table ronde (Knights of the Round Table) de Richard Thorpe (film américain)
- 1953 : La Flèche empoisonnée (The House of the Arrow) de Michael Anderson
- 1954 : Héritages et vieux fantômes (Happy Ever After) de Mario Zampi
- 1955 : L'Armure noire (The Dark Avenger) d'Henry Levin (film américain)
- 1957 : Commando sur le Yang-Tsé (Yangtse Incident : The Story of H.M.S. Amethyst) de Michael Anderson
- 1957 : Frankenstein s'est échappé (The Curse of Frankenstein) de Terence Fisher
- 1958 : Dunkerque (Dunkirk) de Leslie Norman
- 1960 : Foxhole in Cairo de John Llewellyn Moxey
- 1963 : L'Évasion (The Break) de Lance Comfort
- 1963 : Les 55 Jours de Pékin (55 Days at Pekin) de Nicholas Ray (film américain)
- 1963 : Meurtre au galop (Murder at the gallop) de George Pollock
- 1969 : Opération V2 (Mosquito Squadron) de Boris Sagal
- 1970 : Le Miroir aux espions (The Looking Glass War) de Frank Pierson
- 1970 : Country Dance de J. Lee Thompson (film américano-britannique)
- 1976 : Gator de Burt Reynolds et James Best (film américain)
- 1981 : Les Chiens de guerre (The Dogs of War) de John Irvin (film américano-britannique)
- 1985 : Restless Natives de Michael Hoffman
- 1987 : Playing Away d'Horace Ové (film américano-britannique)
- 1987 : The Kitchen Toto de Harry Hook
- 1987 : Testimony de Tony Palmer

### À la télévision
Séries, sauf mention contraire
- 1961 : Détective international (International Detective), Saison 1, épisode 33 The Anthony Case d'A. Edward Sutherland
- 1965 : Le Saint (The Saint), saison 4 épisode 2 : Voyage à Paris (The Abductors) : Brian Quell
- 1965-1966 : Destination Danger (Danger Man), Saison 2, épisode 19 Suivez la femme (It's Up to the Lady, 1965) ; Saison 3, épisode 5 Les Pensionnaires de Madame Stanway (English Lady takes Lodgers, 1965) et épisode 21 L'Homme aux pieds mouillés (The Man with the Foot, 1966)
- 1965-1969 : Première série Chapeau melon et bottes de cuir (The Avengers), Saison 4, épisode 15 Le Fantôme du château De'Ath (Castle De'ath) de James Hill ; Saison 6, épisode 19 Étrange Hôtel (Wish you were here) de Don Chaffey
- 1967 : L'Homme à la valise (Man in a Suitcase), Saison unique, épisode 4 Le Pont (The Bridge) et épisode 10 Le Jour de l'exécution (Day of Execution) de Charles Crichton
- 1968 : Les Champions (The Champions), Saison unique, épisode 6 Opération Antarctique (Operation Deep-Freeze)
- 1969 : Département S (Department S), Saison unique, épisode 18 Agent double (The Duplicated Man)
- 1978 : Les Professionnels (The Professionals), Saison 2, épisode 8 À l'est, du nouveau (A Stirring of Dust) de Martin Campbell
- 1982 : P'tang, Yang, Kipperbang, téléfilm de Michael Apted
- 1984 : Sharma and Beyond, téléfilm de Brian Gilbert

## Note
1. ↑  D'après le site de l'Université de Glasgow pré-cité (la plupart des autres sources indiquent qu'il débute au théâtre en 1947).